# Moraea ciliata
Moraea ciliata är en irisväxtart som först beskrevs av Carl von Linné d.y., och fick sitt nu gällande namn av Ker Gawl. Moraea ciliata ingår i släktet Moraea och familjen irisväxter. Inga underarter finns listade i Catalogue of Life.